# Szakony
Szakony (németül: Zagersdorf, Zackersdorf) község Győr-Moson-Sopron vármegyében, a Soproni járásban.

## Fekvése
Győr-Moson-Sopron vármegye délnyugati részén, a megyeszékhely Győrtől mintegy 100, Soprontól 45 kilométerre fekszik, Vas vármegye északi határszéle mentén. Vonzáskörzet tekintetében már inkább ez utóbbi megyéhez orientáltan helyezkedik el, hiszen nemcsak a legközelebbi város, a közvetlen déli szomszédságában (mintegy 3 kilométerre) fekvő Csepreg tartozik Vas vármegyéhez, de két legközelebbi nagyobb város is, a 17 kilométerre eső Kőszeg és a 25 kilométerre található vasi megyeszékhely, Szombathely is.
Csepregen kívül négy települési szomszédja van: északkelet felől Egyházasfalu, nyugat felől Peresznye, északnyugat felől pedig Répcevis és Gyalóka.

### Megközelítése
A községen annak főutcájaként a 8614-es út húzódik végig délkelet-északnyugati irányban, ezen érhető el Csepreg és az osztrák határ irányából is; Egyházasfalu és azon keresztül Újkér felől a 8623-as út vezet a faluba. Az ország távolabbi részei felől a 84-es főútról közelíthető meg a legegyszerűbben, újkéri letéréssel.
Vasútvonal nem érinti, a két legközelebbi vasúti csatlakozási lehetőséget a Sopron–Szombathely-vasútvonal Bük vasútállomása vagy Újkér megállóhelye kínálja, egyaránt 6-7 kilométernyi távolságban.
Megközelíthetősége Bük irányából jó Volánbusz-járatokkal.

## Címerének leírása

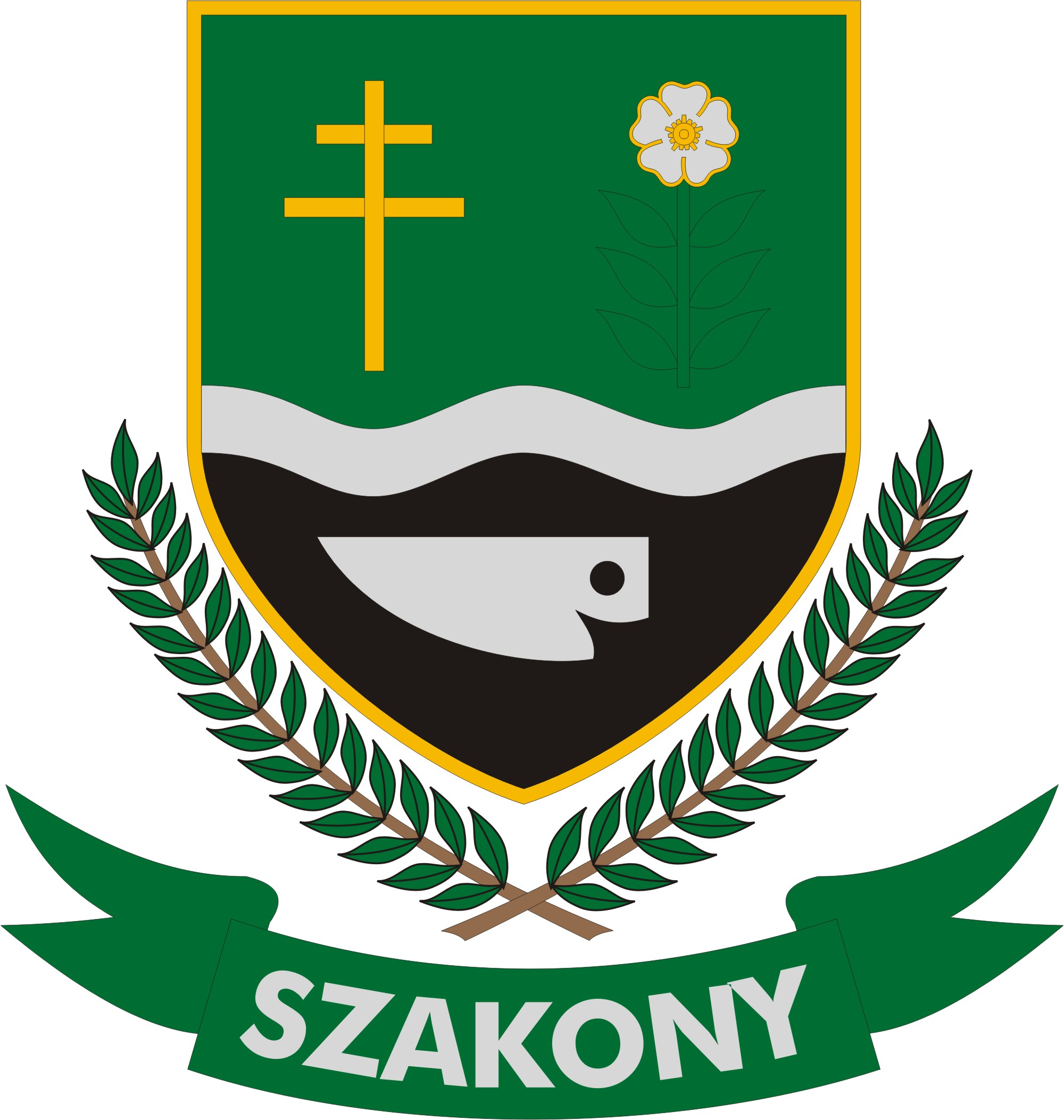

Címerében egy csúcsán álló háromszög pajzsot ezüst hullámpólya szel ketté 4/7 - 3/7 arányban. A világoszöld pajzsfőben, a heraldikai jobb oldalon arany kettőskereszt lebeg, vele szemben 5 szirmú ezüstvirág. A pajzs alsó, fekete mezejében élével lefelé fordított ezüstcsoroszlya fekszik. A kettőskereszt és az ötszirmú virág a település felekezeti megoszlását jelképezik (római katolikus és evangélikus). Az ezüst hullámpólya a Répce folyót, az élével lefordított ezüstcsoroszlya a község mezőgazdasági jellegét szimbolizálja.

## Története
A Répce bal partján elterülő falu már a kőkorszakban is lakott volt: 4000 éves emlékeket is tártak fel. Az 1959-ben feltárt 5 bronzkori, gátai kultúrából származó sír mellől később még 3 sír került elő. A római korban az erre vezető Borostyánkő út egyik őrhelye állt itt. 1961-ben Dienes István és Nováki Gyula részvételével honfoglaláskori sírokat tártak fel.
A megkülönböztetés a középkori oklevelekben ritka, a Szakony név első írásos említése „terra Zakan” formájában 1225-ben; a kőszegi uradalom tartozéka, és mint ilyen, a középkorban királyi, majd Garay birtok. Osztrák zálog alá került, I. Ferdinánd a hős Jurisics Miklósnak adományozta, hogy Kőszeg védelméért megjutalmazza. A Jurisics család kihaltával 1576-ban Csóron János báró, Sopron vármegye akkori főispánja vette bérbe a kőszegi uradalmat és ezzel együtt Szakonyt is, Utána Nádasdy Kristóf, majd 1616-ban gróf Szécsy Tamás volt a község bérlője. Végre 1647-ben visszakerült Szakony az osztrák uralom alól Magyarországhoz, a kőszegi uradalomhoz tartozó többi községgel együtt. Ekkor ugyanis Széchy Dénes megvásárolta az uradalmat az uralkodóháztól. A Széchy-család a 17. század végén férfiágon kihalt, csak leányági leszármazottak maradtak fenn. A beházasult Kéry és Senney-családok aztán részben csere, részben eladás útján átruházták a kőszegi uradalmat herceg Esterházy Pálra, így Szakony 1695-től Esterházy birtok lett. 1695 és 1747 között a Széchényi-féle budai jezsuita kollégium bérelte.
A szakonyi lakosok 1458-ban ismeretlen soproni ötvösnél kelyhet rendeltek, de a mester közben meghalt és az özveggyel huzavona támadt. 1520-ban említik a Kozma és Damján kápolnát, a falu Szentkirály község templomának filiája volt ekkor. E templom 1528-ban még megvolt, de feltehetően Kőszeg ostroma idején, 1532-ben elpusztult, ma már csak egy majornév őrzi a falu emlékét. Szakony 1591-ben már önálló evangélikus egyházként szerepelt, ez 1673-ig fennmaradt.

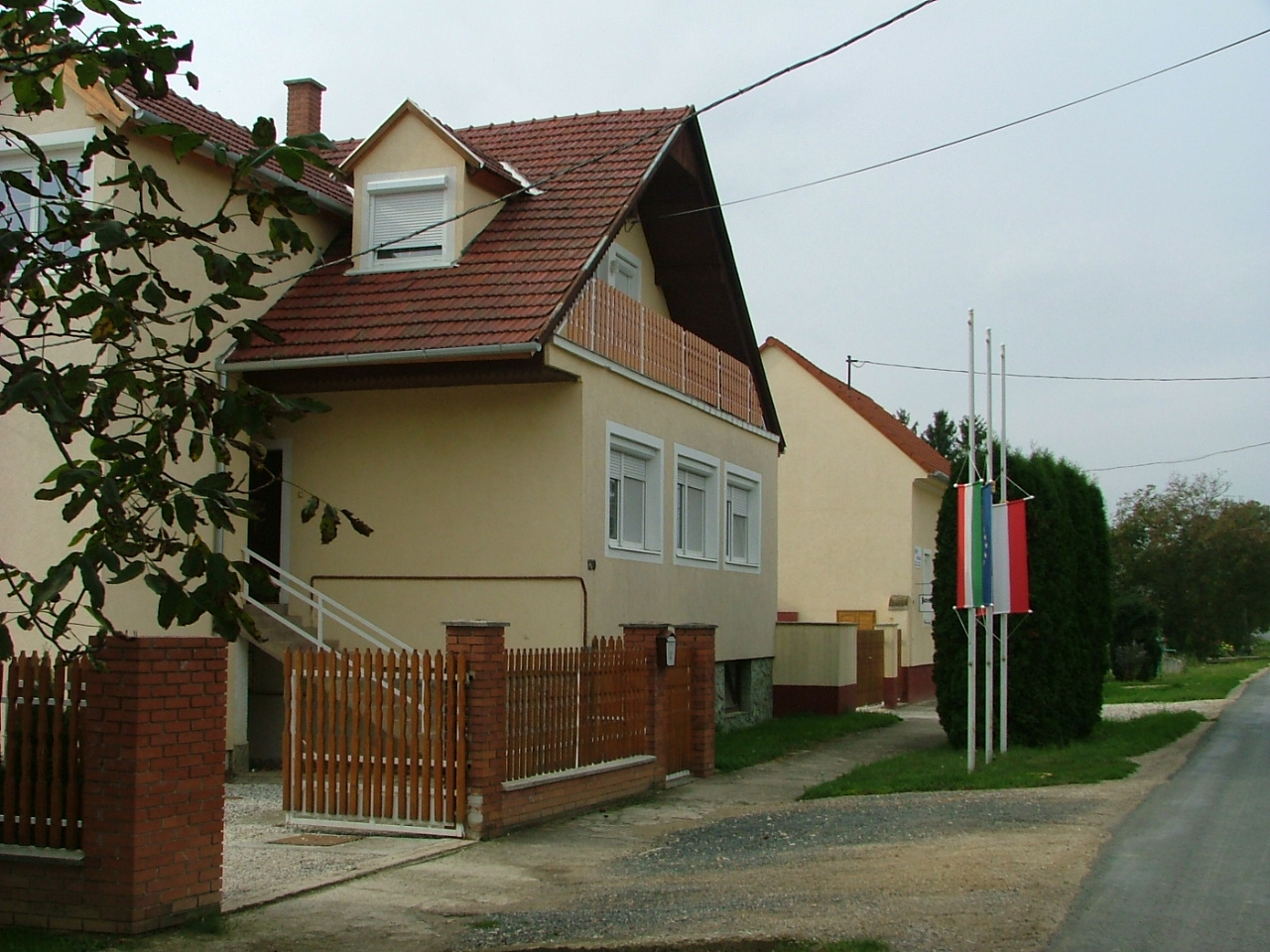
Alsószakonyi utcakép (a 8614-es út egy részlete)

Az 1700-as évek elején Alsó- és Felsőszakony egyformán nagy lélekszámú község volt. A 18. század második felében Felsőszakony előretört és népesebb településsé fejlődött, mint Alsószakony. Anyagi viszonyok tekintetében mindkét község a vármegye leggazdagabb települései közé tartozott. A virágzás összefüggött azzal a kiváltságlevéllel, amelyet 1575-ben I. Miksa királytól nyertek. Ez a kiváltságlevél a szerződéses állapotba emelte a két falu lakóit: a robotot, a földesúri kilencedet, földbért, természetbeni adományokat készpénzzel válthatták meg. A szerződéses állapottal járó előnyöket olyan korán kapta meg a község, hogy a 17-18. században, vagyis az úrbériség virágkorában Szakony lélekszáma mindig fölötte állt az ugyanakkora élet-térrel rendelkező szomszédos falvakénak. Ez az állapot 1767-ig állott fenn zavartalanul. Ekkor Mária Terézia úrbér-rendezésével kapcsolatban itt is bevezették a robotot és a többi úrbéri szolgáltatást. Minthogy azonban a földesúr itt majort nem tartott, ezért a szakonyiak robotját sem tudta helyben hasznosítani. Ugyanakkor a szakonyiak is ragaszkodtak szerzett jogaikhoz. Erre tekintettel 1768. január 1-jén mindkét község új megállapodást kötött az Esterházyakkal, hogy a saját körülményeikhez igazítsák a Mária Terézia-féle urbárium rendelkezéseit.

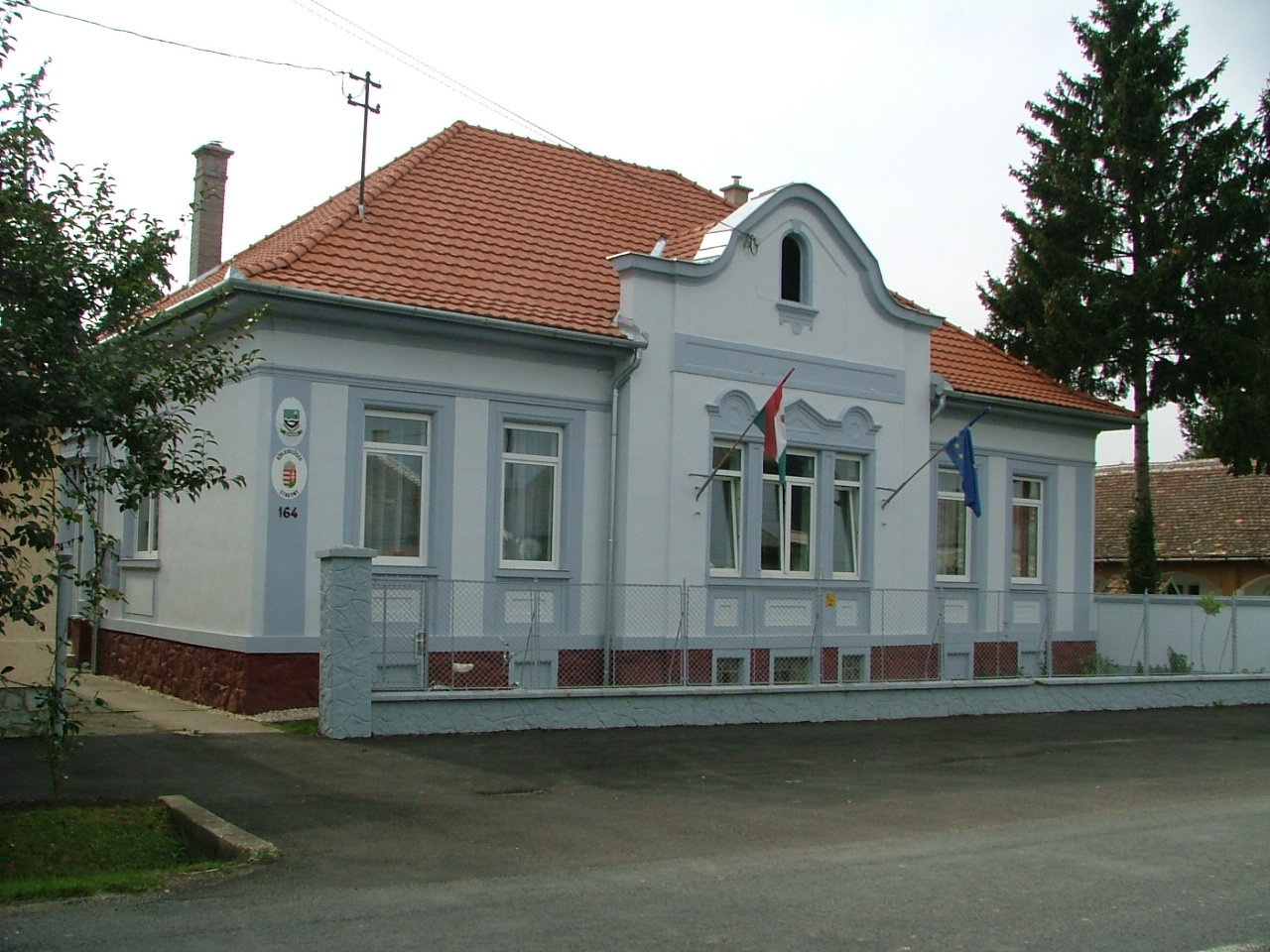
A polgármesteri hivatal a 8614-es úttal

A szemtermő területek bekapcsolása tekintetében a szerződéses állapot folytán kialakult magas lélekszám azt eredményezte, hogy a parasztság már a 18. század folyamán meghódította a határ minden részét. Némi erdőség volt ekkor még, ennek irtása nagy lendülettel folyt, az irtásföldeket a jobbágyok továbbra is megfelelő irtáspénz fizetése ellenében használták. Az uraság csekély terjedelmű földjei után ugyancsak bér gyanánt köblöt fizettek. Ezen urasági tulajdont képező, de a jobbágyoknak bérbe adott cenzuális földek a felsőszakonyi határ nyugati szélén, a tilalmas dűlőben, az irtásföldek ill. erdők pedig a Répce mentén, a Vágás-, és Berek dűlőkben terültek el. A 17-18. században még szőlőművelés folyt a Belső- és Külsőhegyen, a Peresznye felé eső határrészen. A községhatár a tagosítás előtt igen apró darabokra volt szabdalva. Az 1768. évi szerződés 1804-ig volt érvényben, ekkor új szerződés jött lére, de a földesúr 1807-ben ezt is érvénytelennek nyilvánította, és behozta a Mária Terézia-féle urbáriumot. A robot- és dézsmamentesség megszűnt, a szakonyiak ettől kezdve az országosan bevett robotot teljesítették. Bármennyire is sérelmesnek tartották kizárásukat a szerződéses állapotból, a visszaállítás érdekében több ízben is indított úrbéri perek nem hozták meg a kívánt eredményt, a szakonyiak robotköteles állapotban maradtak az úrbériség eltörléséig.
Az 1848-49-es szabadságharcban Szakonyból Hasza György, Molnár József, Resetesrics József és Szlávics József vettek részt honvédként.
A falu lakossága földműveléssel és állattartással foglalkozott.
Az I. világháborúban 49, a II. világháborúban 22 hősi halottja volt a falunak. A szovjet alakulatok 1945. március 29-én értek a faluba. Ugyanebben az évben az egyház földjeiből és a csepregi határból 78 holdat osztottak ki 41 földigénylőnek. A parasztok már 1949-ben téeszt alakítottak „Első 5 éves terv” néven. A beszolgáltatások ellenére a téesz és az egyéni gazdák is erősödtek. 1959-ben megalakult az Új Élet és az Előre Termelőszövetkezet, amelyek a gyalókaival 1961-ben egye-sültek. A szövetkezet megerősödött, a háztáji is jól jövedelmezett, így a 60-as évek elején elkezdődött a falu átépítése. Felépült a kultúrház, ebben kapott helyet az orvosi rendelő. 1977-ben kezdték kiépíteni a szennyvízcsatornát. A 70-es évek eredménye a sportpálya és az iskolaépület bővítése. Itt tanul 4 falu felső tagozata, és itt volt 3 község téeszközpontja.
1995 szeptemberétől megszűnt az általános iskola, a tanulók azóta a közeli Csepreg város általános iskolájába járnak. Helyben tanulnak az 1-2. osztályosok a csepregi általános iskola tagiskolájaként 1-3 és 2-4-es összevont csoportban. A 35 férőhelyes óvoda jelenleg 1 csoporttal működik. A településen egészséges ivóvíz, villany, gáz biztosított.
A fő megélhetési forrás a mezőgazdasági termelés termelőszövetkezet és egyéni gazdálkodás formájában. A sopronhorpácsi ÁFÉSZ egy kis ABC-t és egy vegyes diszkontot üzemeltet a településen, ezen kívül egy egyéni vállalkozó is üzemeltet vegyes boltot. Önálló orvosi körzet nincs a községben, az egészségügyi ellátást a zsirai önkormányzat által biztosított háziorvosi szolgálat látja el. Az idős korú, magukat csak részben ellátni tudó lakosoknak szociális étkeztetés keretében napi egyszeri meleg ételt biztosít az önkormányzat. Művelődési ház működik, sportolási lehetőség a sportpályán és a bitumenes kézilabdapályán van. Sportegyesület, önkéntes tűzoltó egyesület működik eredményesen a faluban. A lakosság száma az utóbbi években folyamatosan csökken a halálozásoknak a születéseket tartósan meghaladó tendenciája és a negatív vándorlási egyenleg miatt, a 60 évnél idősebbek aránya meghaladja a 30%-ot. A településen 2/3 arányban római katolikusok és 1/3 arányban evangélikusok élnek.

## Közélete

### Polgármesterei
- 1990–1994: Hajas Dezső (független)[5]
- 1994–1998: Hajas Dezső (független)[6]
- 1998–1999: Hajas Dezső (független)[7]
- 1999–2002: Hanis Tamás (független)[8]
- 2002–2006: Farkas Gyula (független)[9]
- 2006–2010: Farkas Gyula (független)[10]
- 2010–2014: Farkas Gyula István (független)[11]
- 2014–2019: Farkas Gyula István (független)[12]
- 2020–2023: Csenár Mátyás József (független)[13]
- 2023–2024: Reseretits-Boros Evelin (független)[14]
- 2024– : Reseretits-Boros Evelin (független)[1]

A településen 1999. július 4-én időközi polgármester-választást tartottak, aminek oka még tisztázást igényel. A választásról a részletes eredmények egyelőre nem kerültek elő a Nemzeti Választási Iroda publikus nyilvántartásából, csak annyi, hogy a győztes jelölt három aspiráns közül nyerte el a polgármesteri címet.
A 2019. október 13-án megtartott önkormányzati választás után, a polgármester-választás tekintetében nem lehetett Szakonyban eredményt hirdetni, mert szavazategyenlőség alakult ki Farkas Gyula István addigi polgármester és egyetlen kihívója, Csenár Mátyás József között; mindketten 129-129 szavazatot kaptak. Az emiatt szükségessé vált időközi választásra, amelyet 2020. január 19-én tartottak meg, a jelölteknek valamivel jobban sikerült mozgósítaniuk a helyi választópolgárokat, ami el is döntötte a választást: Farkas Gyula István 14-gyel, ellenfele viszont 19-cel tudta növelni szavazatainak számát, így csekély különbséggel ugyan, de ő nyerte a választást.
Az így felállt képviselő-testület viszont nem tudta kitölteni a teljes ciklusát, 2022. október 28-án feloszlatta magát; az emiatt szükségessé vált időközi választást 2023. február 5-én tartották meg.

### Díszpolgárai
- 2007: Vörös Frigyes (1926–2019) helytörténeti kutató, a település egyik fő krónikása[18]

## Népesség
A település népességének változása:
| Lakosok száma | 417  | 428  | 408  | 455  | 432  | 436  | 438  |
|               | 2013 | 2014 | 2015 | 2021 | 2022 | 2023 | 2024 |

A 2011-es népszámlálás során a lakosok 92,1%-a magyarnak, 9,2% cigánynak, 0,7% horvátnak, 4% németnek, 0,5% románnak, 0,2% szerbnek, 0,2% szlováknak mondta magát (5,2% nem nyilatkozott; a kettős identitások miatt a végösszeg nagyobb lehet 100%-nál). A vallási megoszlás a következő volt: római katolikus 58,3%, református 1,7%, evangélikus 26,8%, felekezeten kívüli 2,2% (10,9% nem nyilatkozott).
2022-ben a lakosság 84,7%-a vallotta magát magyarnak, 3,9% németnek, 1,6% cigánynak, 0,2%-0,2% horvátnak, görögnek és szlováknak, 1,6% egyéb, nem hazai nemzetiségűnek (13,4% nem nyilatkozott; a kettős identitások miatt a végösszeg nagyobb lehet 100%-nál). Vallásuk szerint 38,7% volt római katolikus, 22,2% evangélikus, 1,9% református, 0,2% görög katolikus, 0,2% egyéb katolikus, 2,3% felekezeten kívüli (34,5% nem válaszolt).

## Nevezetességei
- Wittelsbach Erzsébet magyar királyné Sisi Védett Fája (Szakony Felső temető kerítésén kívül álló védett vadgesztenyefa) Természetvédelmi emlék a utókornak.
- A község két temploma közül a római katolikus az eredetileg barokk, később megtoldott, egyhajós, elválasztott szentélyű, egyetlen tornyos I.Szent István Magyar király-templom.
- Az evangélikus templom hosszúkás teremszerű, romantikus külsejű építmény egyetlen toronnyal. 1793-ban építették toronnyal, 1886-ban egy harmaddal megtoldották és új tornyot építettek. A katolikus temetőben rokokó sírkő. Az evangélikus temetőben síremlék 1789-ből: szív formájú írástábla levélinda keretezésben, belőle nő ki a feszület, a végén virággal.
- A Szent István-templommal szemben egy I. világháborús emlékművet állítottak, melyen a háborúban elesettek nevei szerepelnek. Dór oszlopokkal díszített posztamensén körben, márványtáblákon az áldozatok névsora olvasható. A posztamens felett egy katona alakja látható, kezében puskája és egy magyar címerelemekkel díszített pajzs; a pajzsra egy tölgyfahajtás kúszik felfelé. Készült 1923-ban; alkotója Mechle Béla. A II. világháborús áldozatok nevével ellátott kiegészítő táblát utólag helyezték fel.
- Alsószakony és Felsőszakony 1927-ben egyesült. A jelenlegi faluközpont helyét kijelölő mindkét templom (katolikus, evangélikus) a felsőszakonyi településrészen áll. A régi Alsószakony "szakrális központját" ma csak egy harangtorony jelzi. E torony már az 1858-as kataszteri térképen is szerepelt. A Lukács János által 1886-ban emeltetett Mária-szobor e torony tövében áll. A mű azok közé a szerencsés helyzetű fogadalmi emlékek közé tartozik, amelyekről az örökösök és a leszármazottak később is gondoskodtak. Felirata: "ISTEN DICSŐSÉGÉRE ÉS A BOLDOGSÁGOS SZŰZ MÁRIA TISZTELETÉRE EMELTETTE  LUKÁCS JÁNOS 1886 FELÚJÍTOTTÁK LUKÁCS FERENC KOVÁCS JÁNOS 1980 LUKÁCS LÁSZLÓ ÉS CSALÁDJA 2009"
- Természetvédelmi oltalom alatt álló diófasor - Gyalóka, Egyházasfalu elágazás (dohánybolt) és a római katolikus Szent István király-templom közötti út jobb oldalán található.
- Természetvédelmi oltalom alatt áll az orvosi rendelő magas kéménye és az annak tetején található gólyafészek.
- Trianon-emlékhely a római katolikus Szent István király-templom melletti parkban.
- Természetvédelmi oltalom által védettek a felső temető kerítésén belül álló fák illetve az azon kívül álló vadgesztenyefa.[forrás?]

## Képgaléria

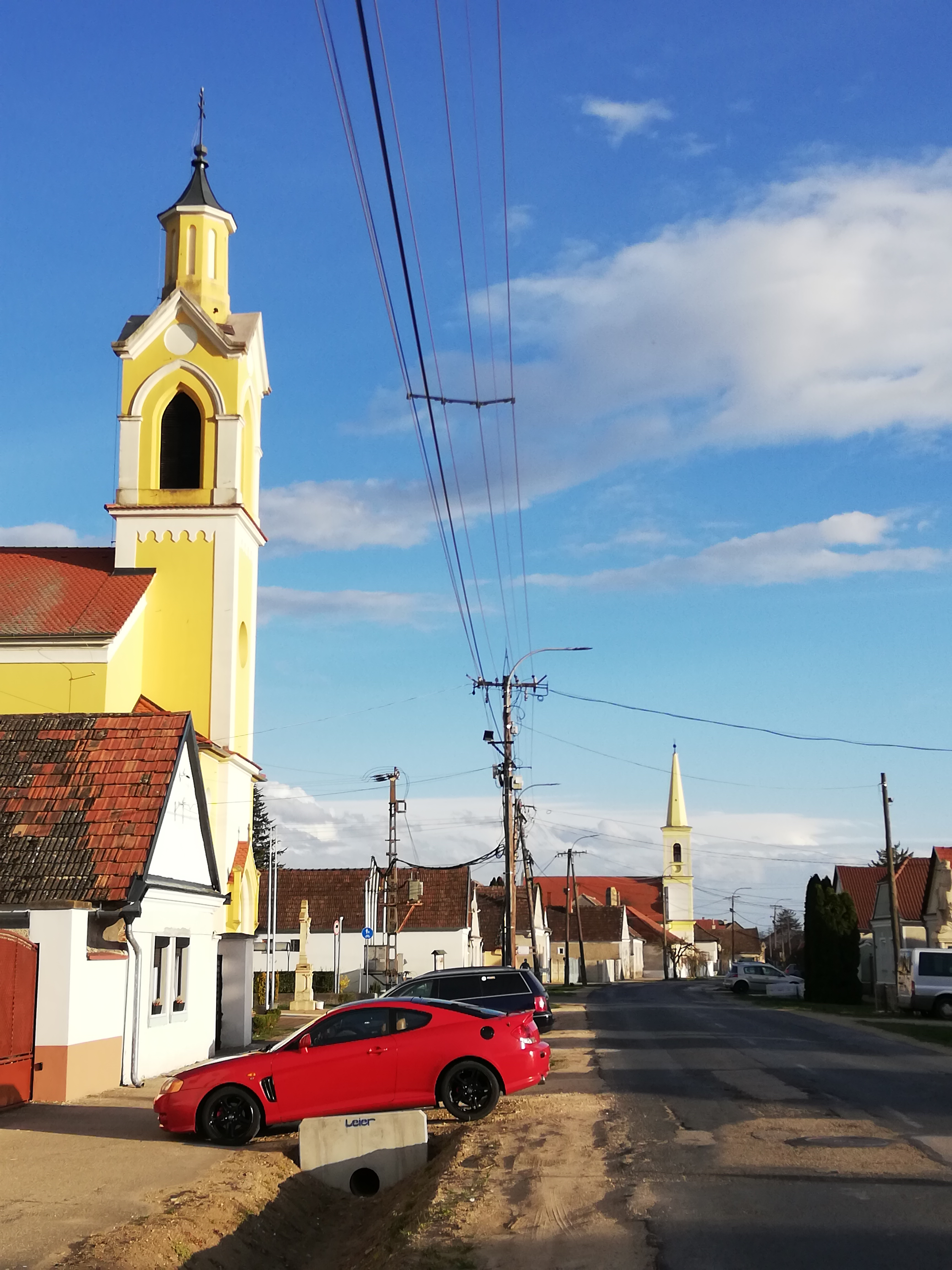
A település központja
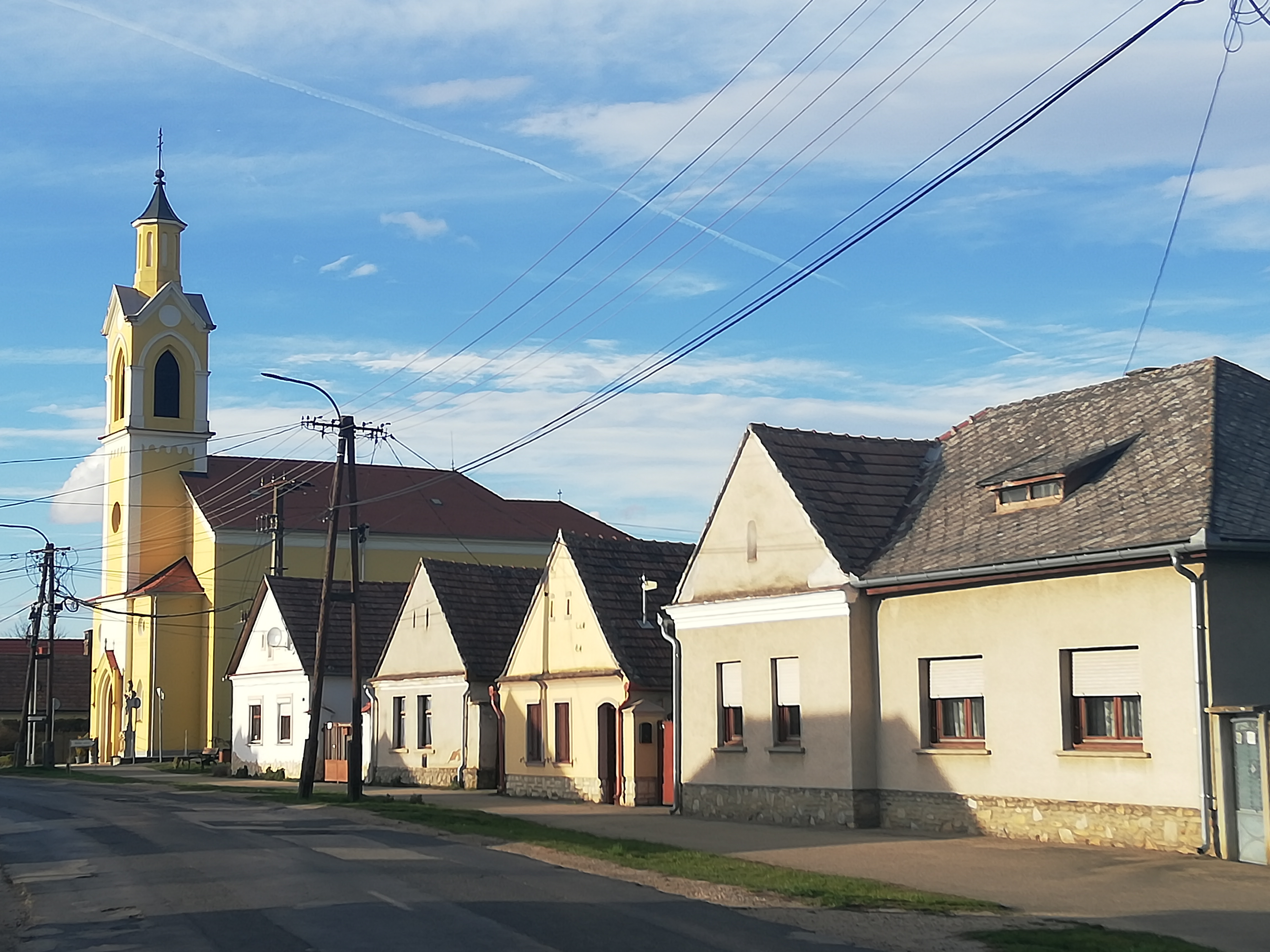
Főutca a katolikus templommal
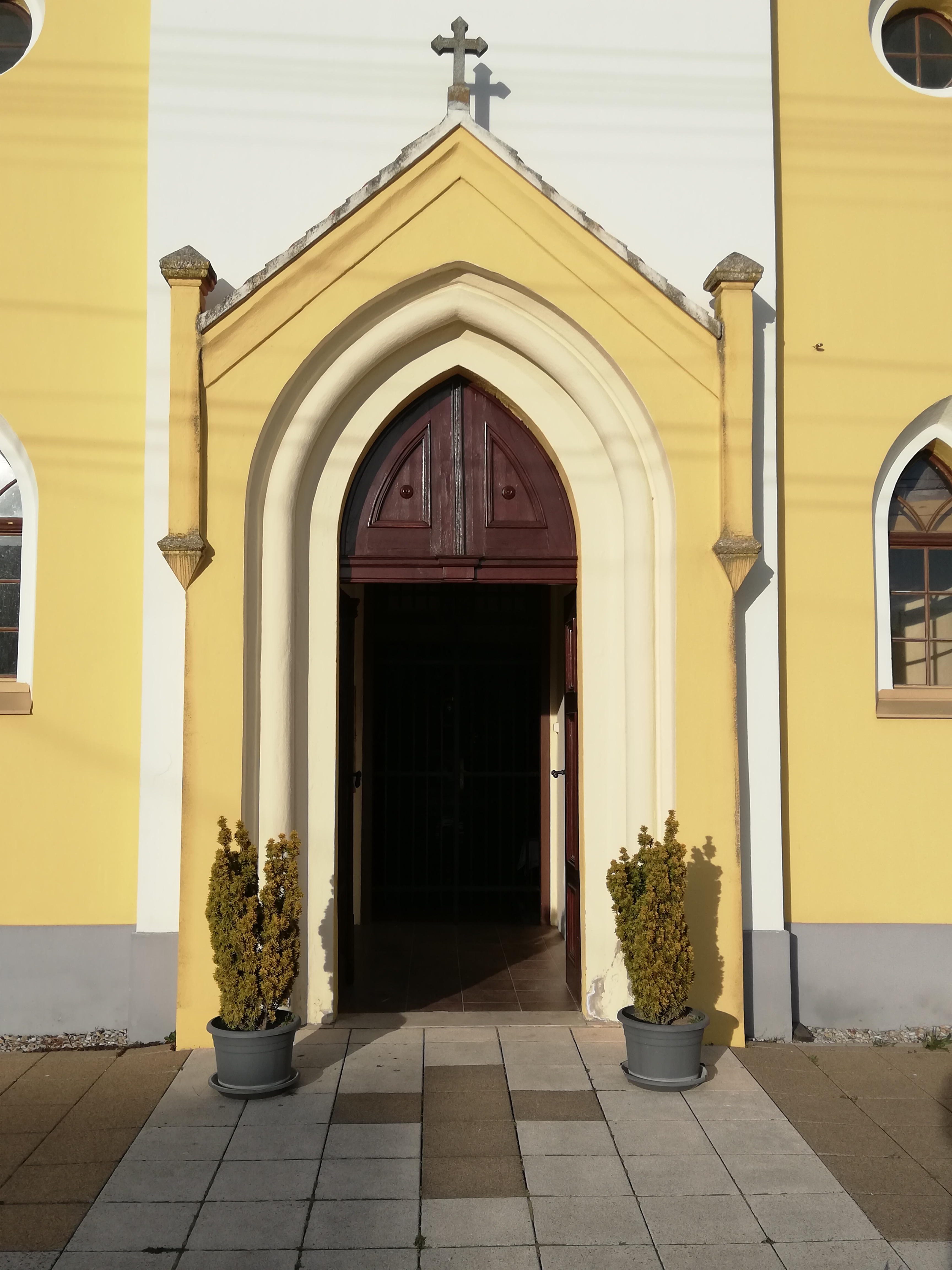
A katolikus templom kapuzata
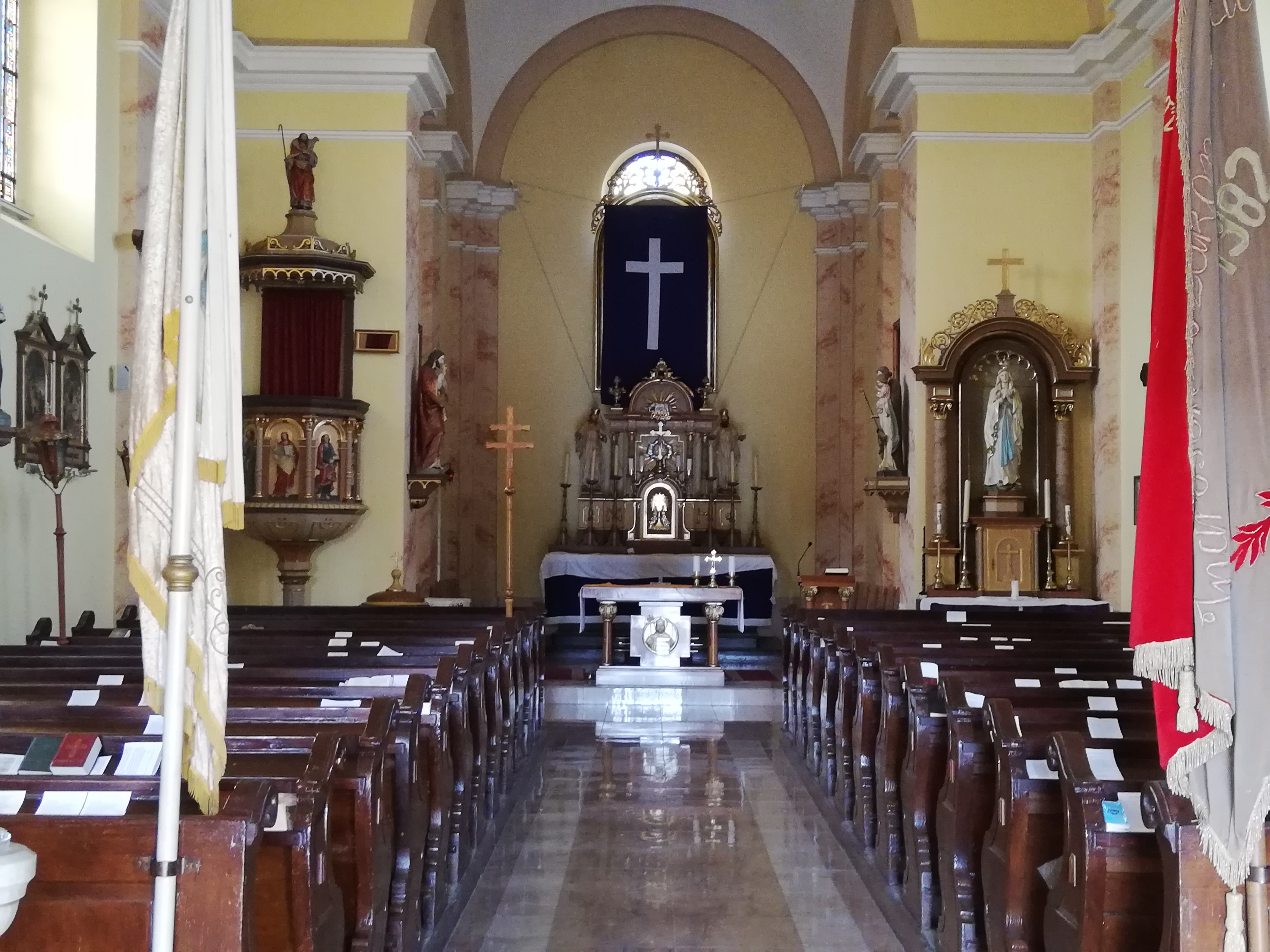
Templombelső
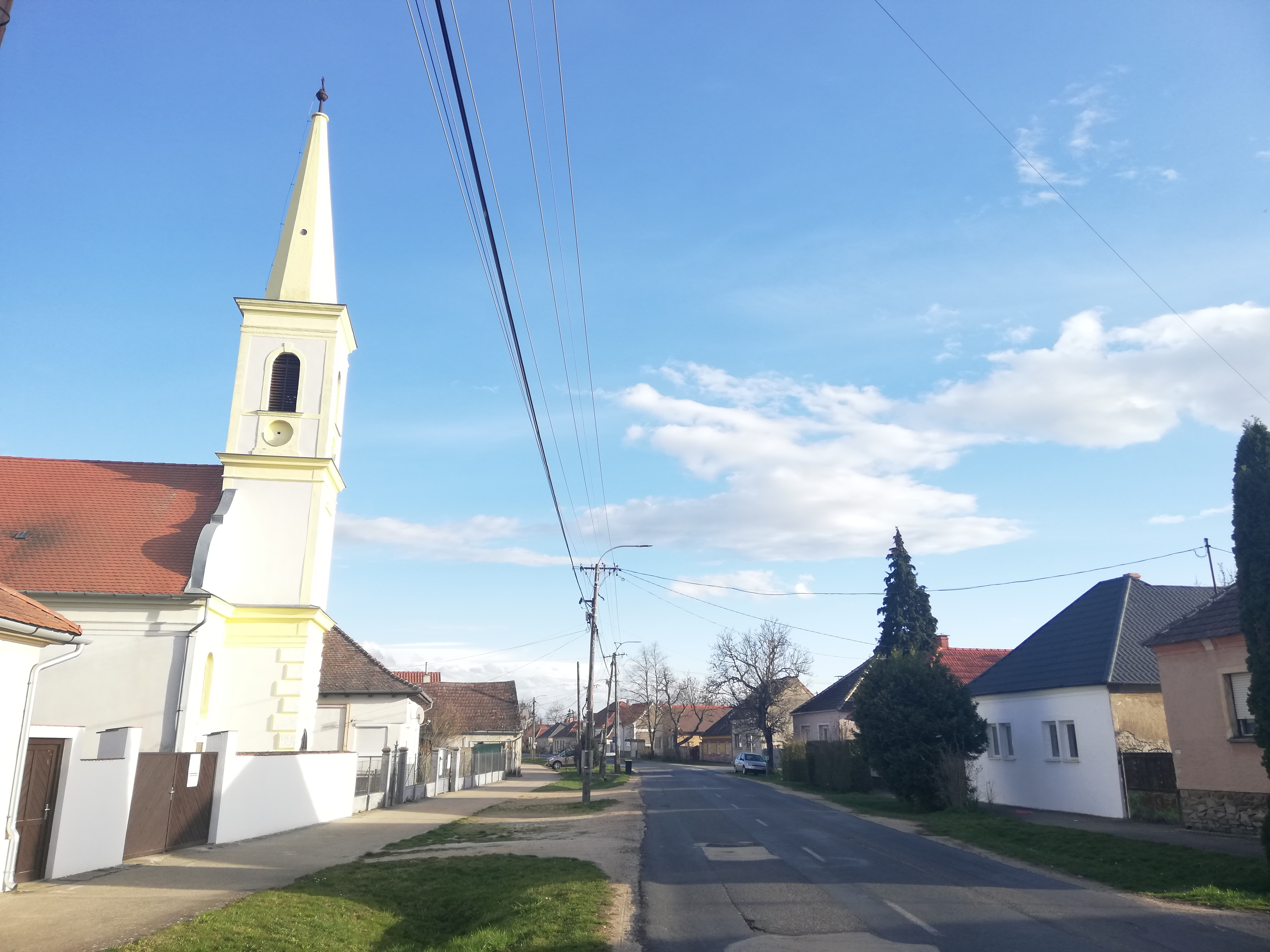
Főutca az evangélikus templommal
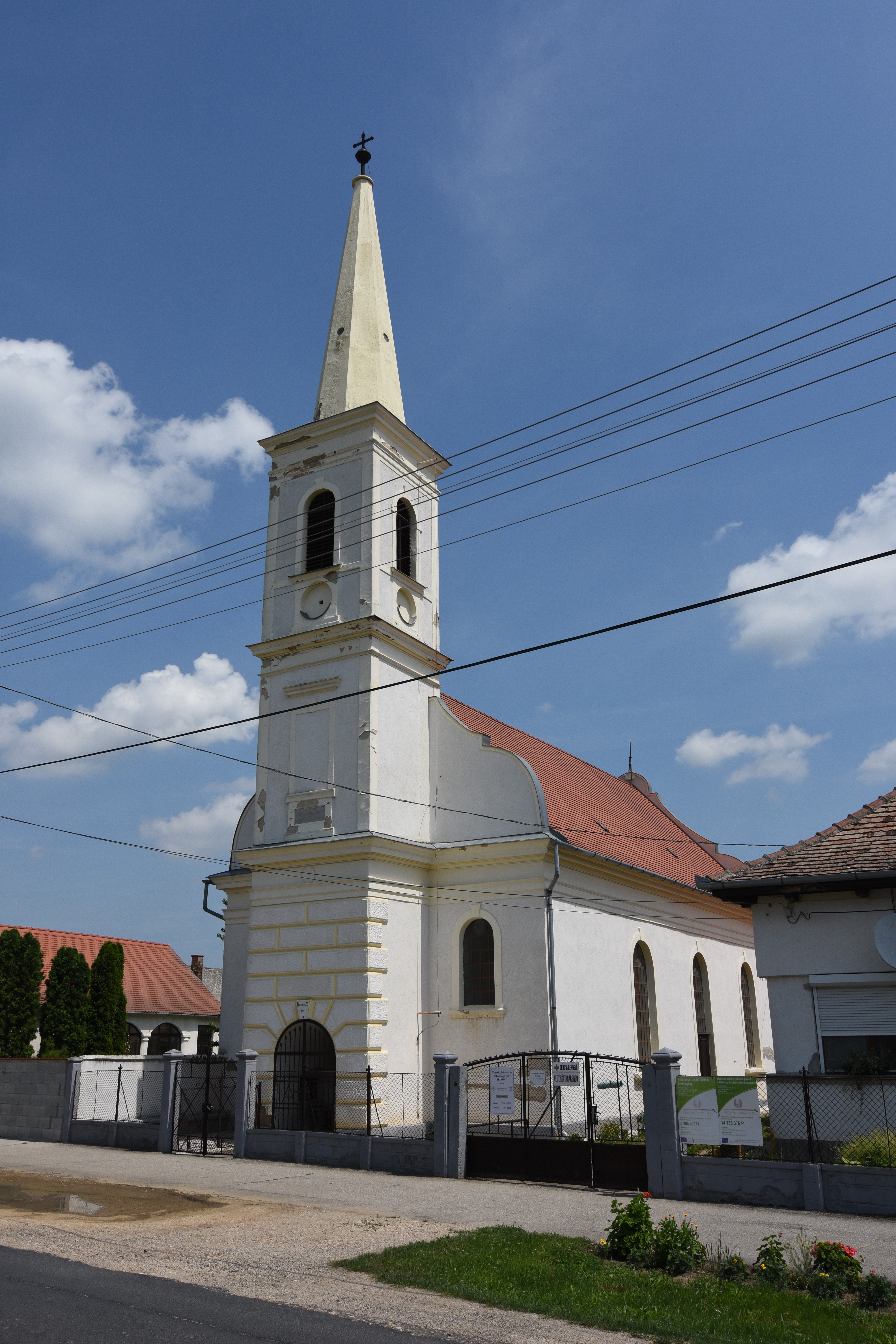
Evangélikus templom
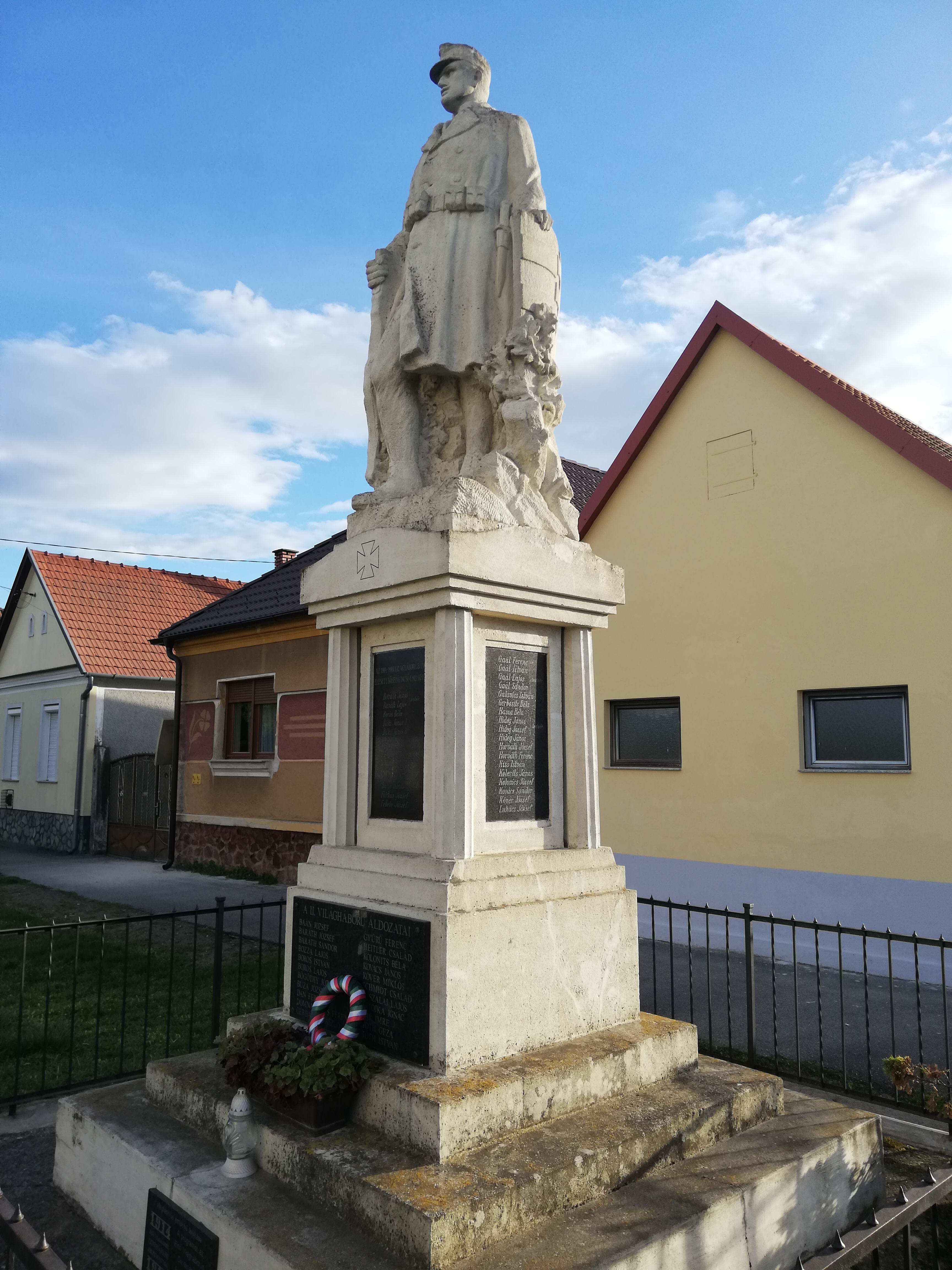
Szakony hősi emlékműve (felállítás éve: 1923)
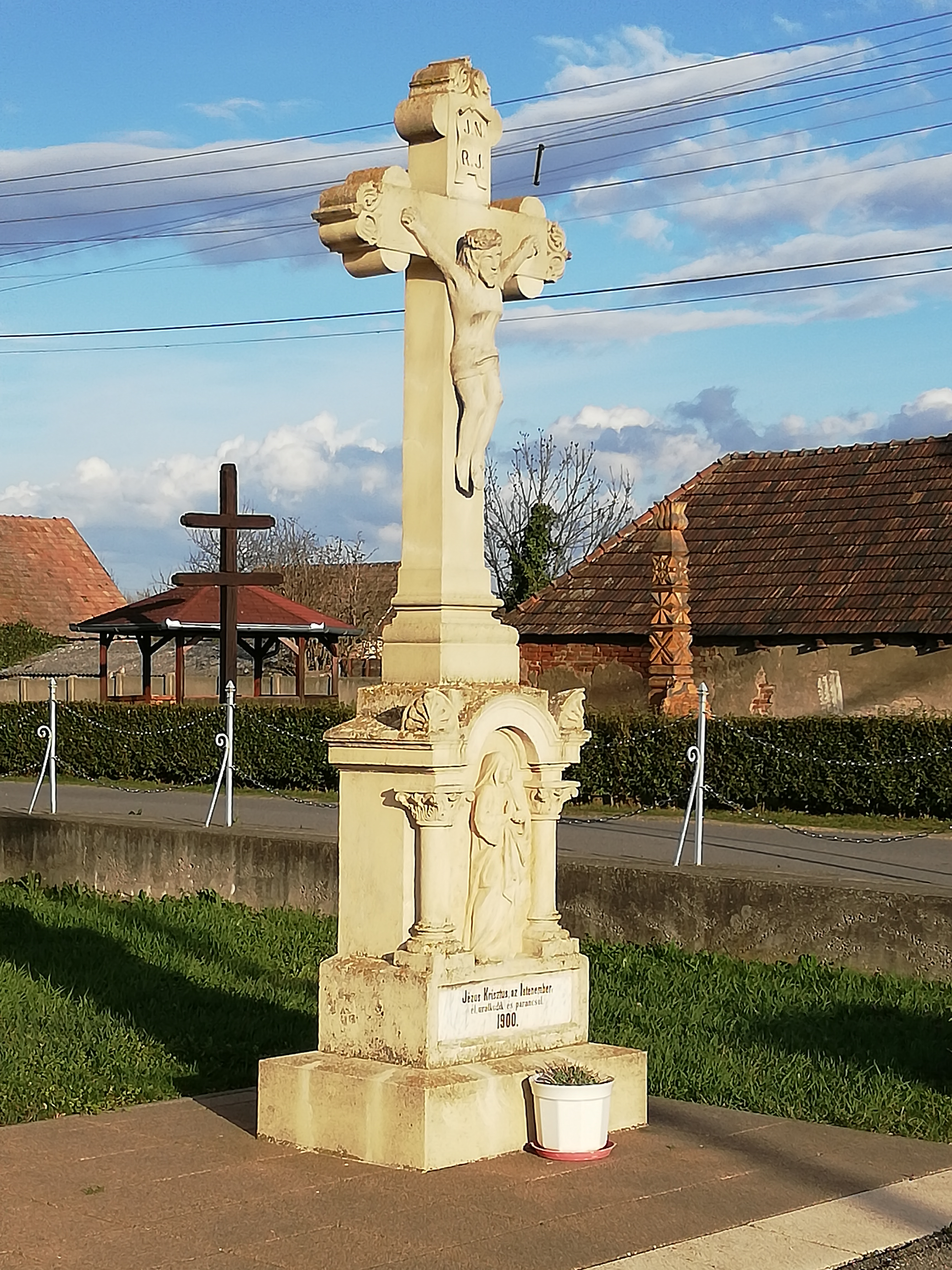
Emlékhelyek a központban
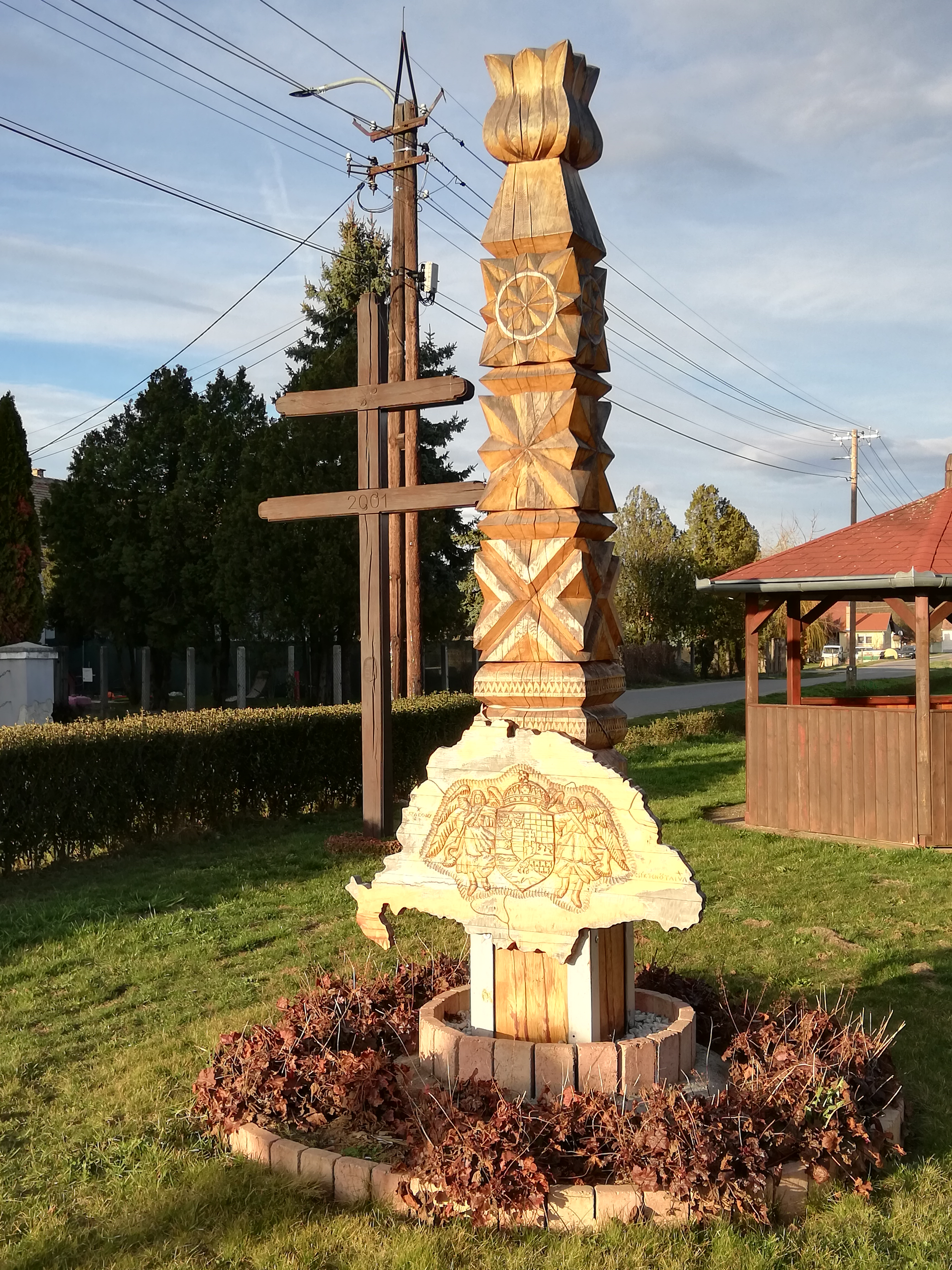
Emlékhelyek a központban
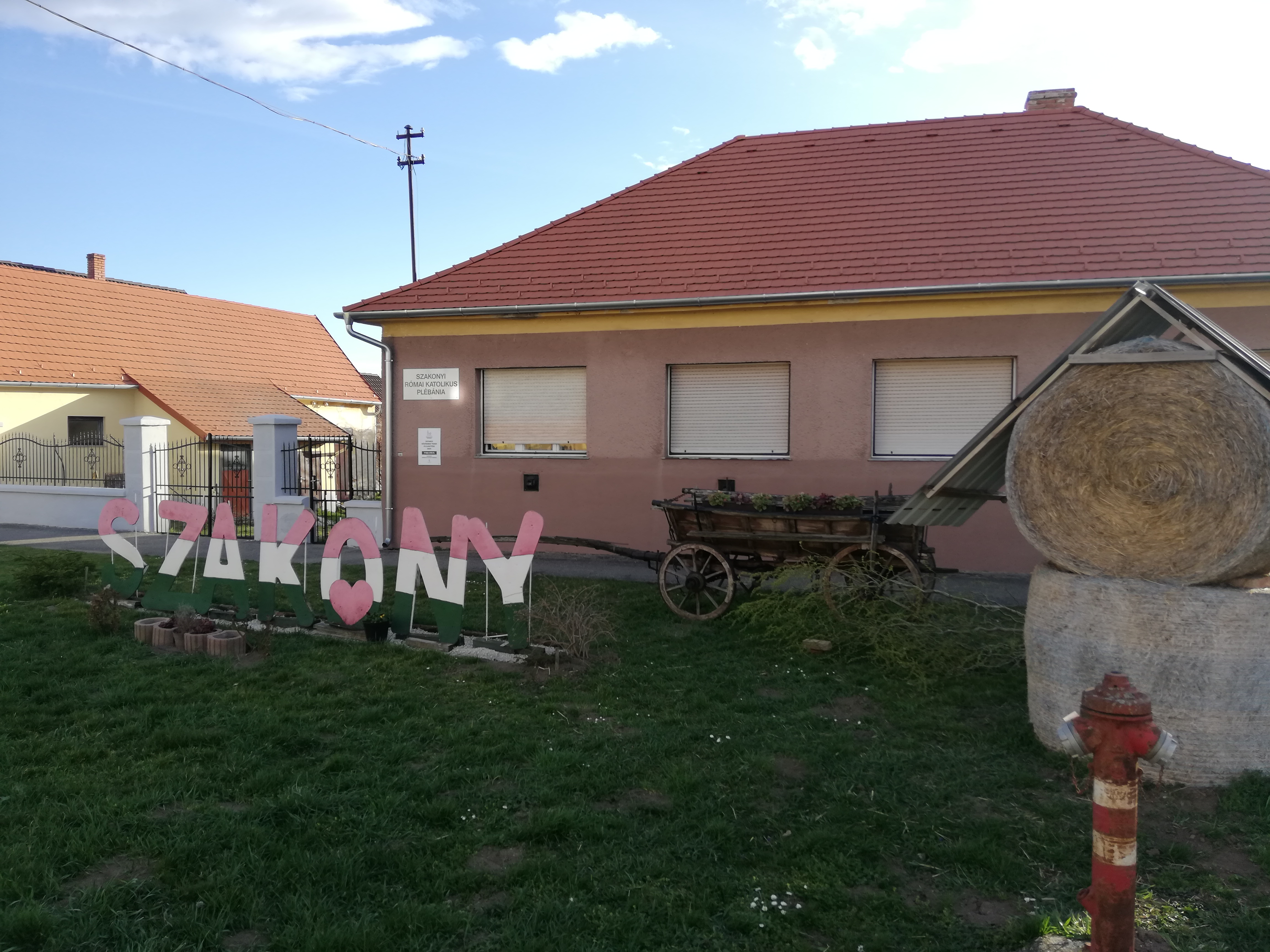
Plébánia
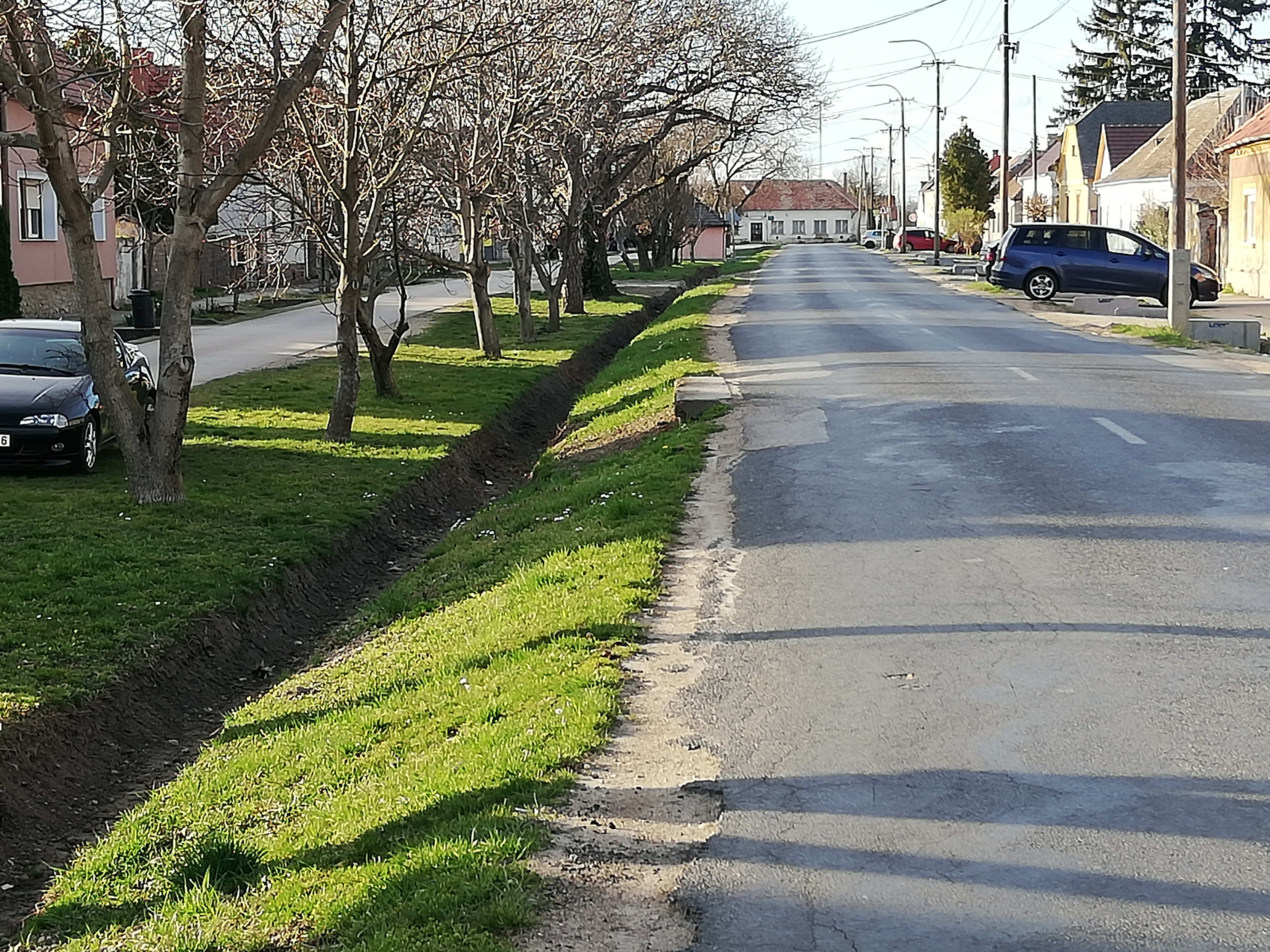
Szakony főutcája
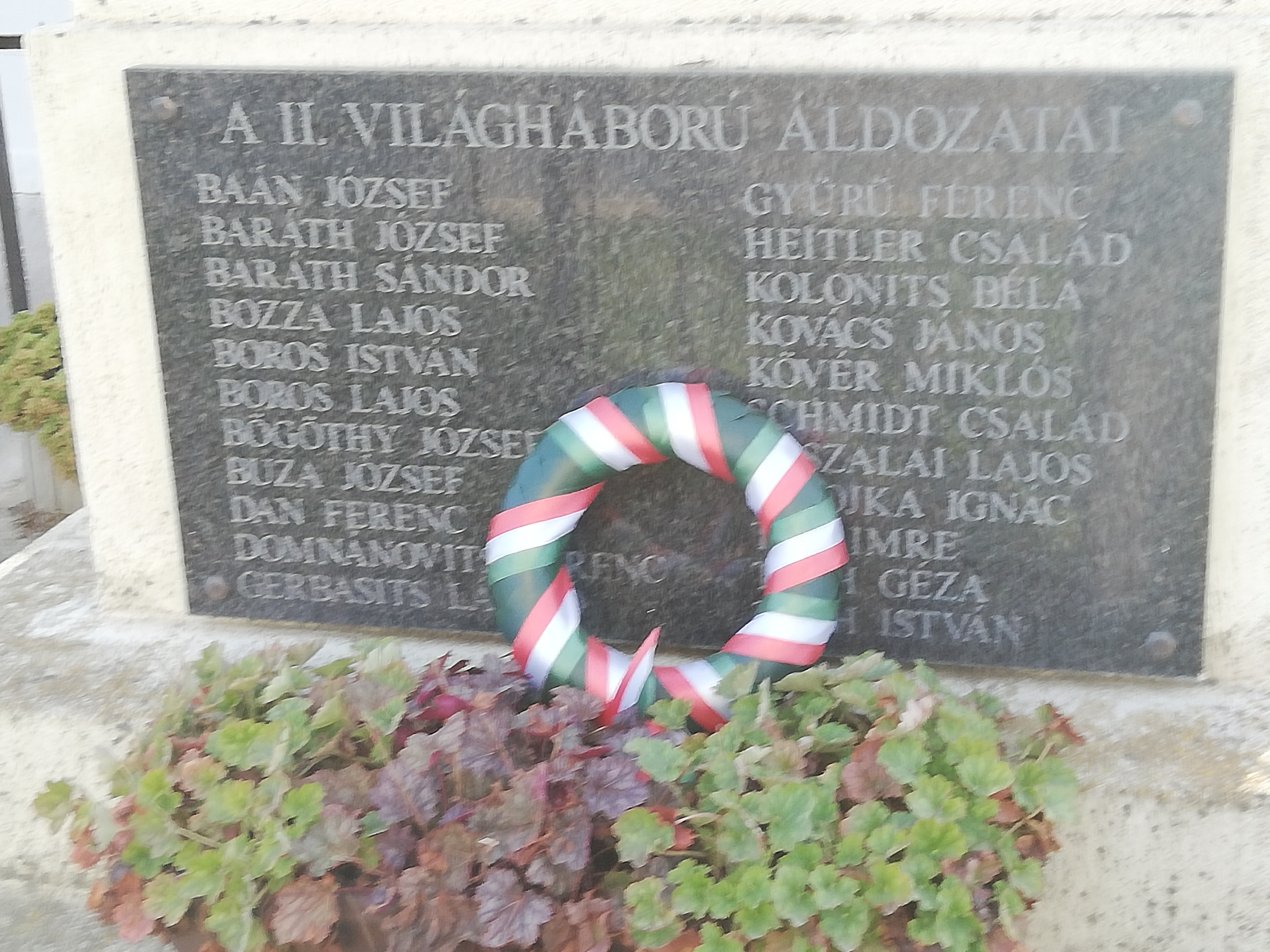
A II. világháborús áldozatok névsora
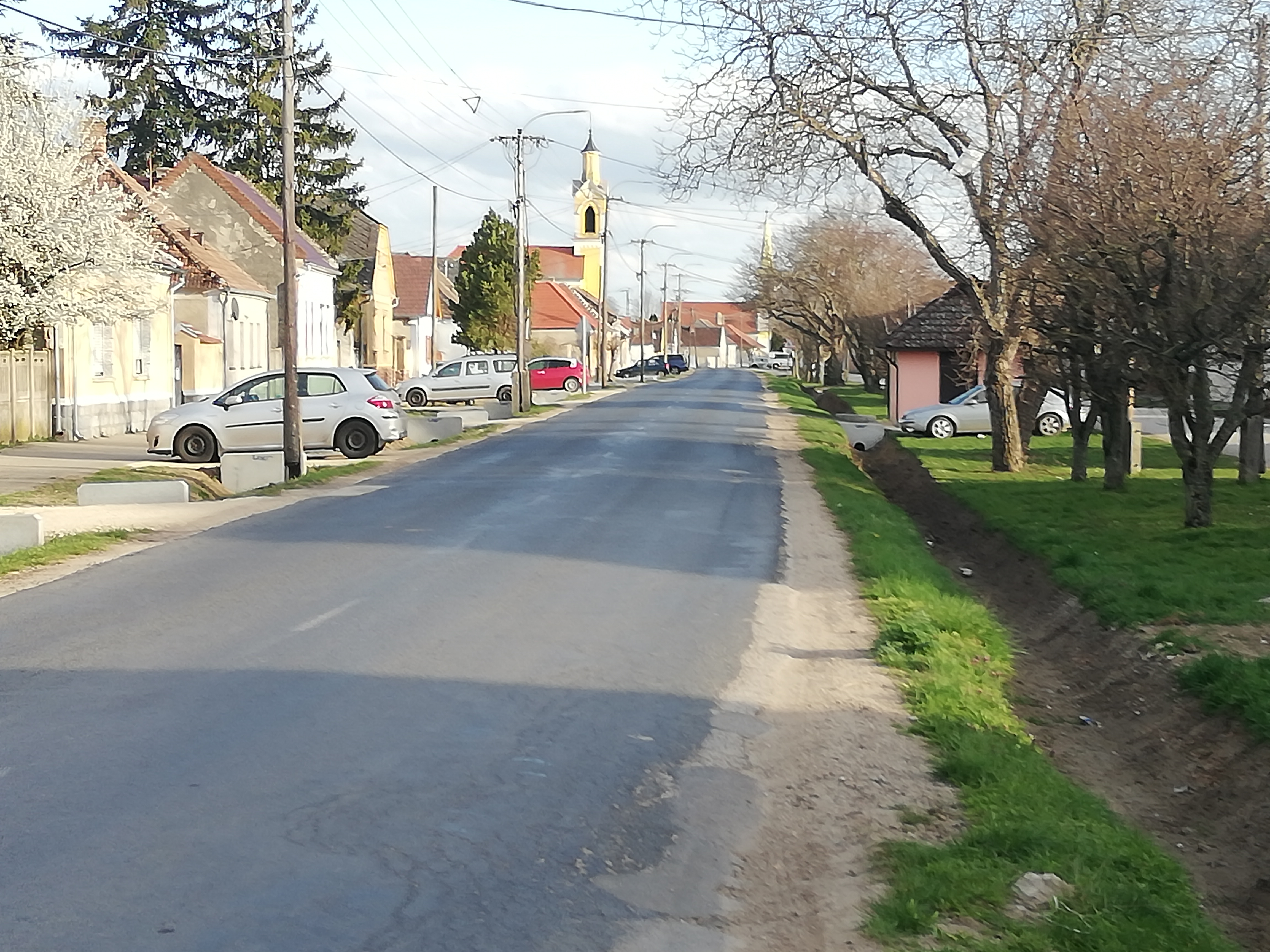
Szakony főutcája
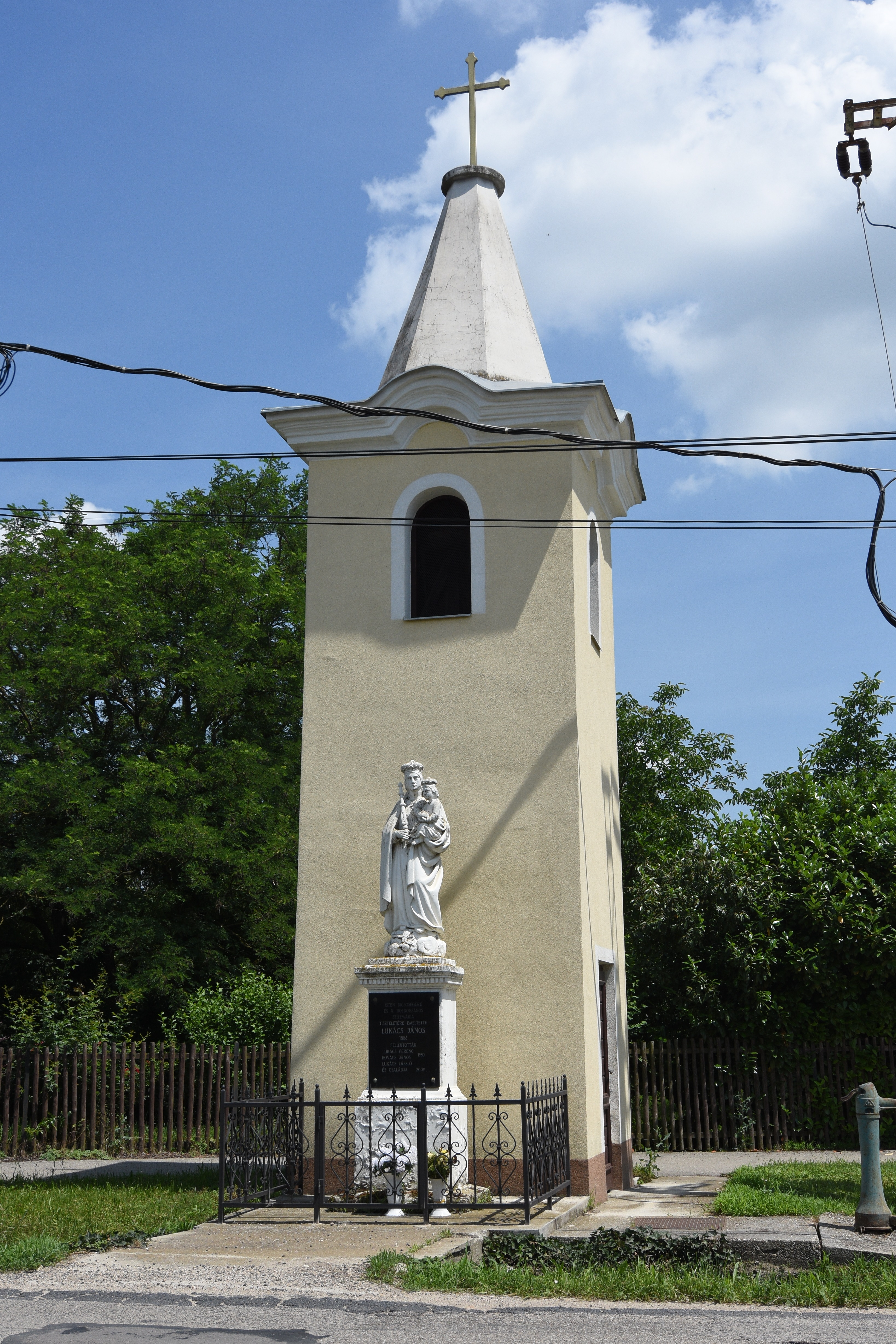
Harangláb
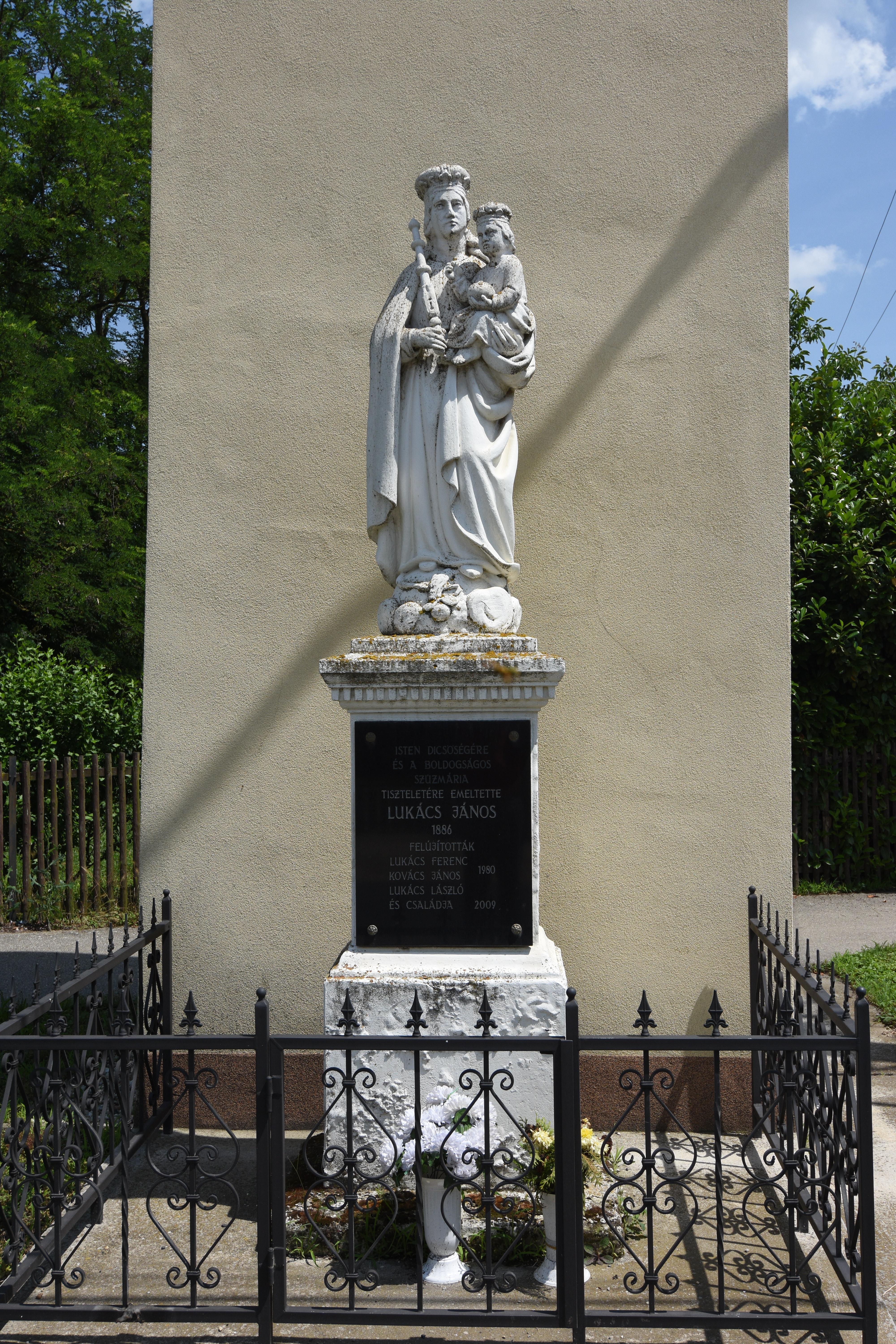
Felállítás éve: 1886